# 上雷格拉斯
上雷格拉斯，是西班牙卡斯蒂利亚-莱昂莱昂省的一个市镇。 总面积11平方公里，2001年普查人口總數為391人，人口密度為每平方公里36人。